# الساندرو گوری
الساندرو گوری (انگلیسی: Alessandro Gori؛ زادهٔ ۴ ژانویهٔ ۱۹۹۹) بازیکن فوتبال است.
از باشگاه‌هایی که در آن بازی کرده‌است می‌توان به باشگاه فوتبال فروزینونه اشاره کرد.